# Tal Amir
Tal Amir (hebräisch טל אמיר‎; * 1956  in Jerusalem) ist eine israelische Sängerin.

## Leben
Sie studierte Musik an der Universität Tel Aviv.
Sie ist die Stimme von Cinderella im Film Cinderella und der Mutter im Film Däumeline.
Sie nahm am Kdam Eurovision 1991 teil.
Sie ist Lehrerin für Gesangspädagogik.